# آلیانگولو
آلیانگولو (به انگلیسی: Alyangula) شهرکی واقع در ایالت قلمرو شمالی در استرالیاست.